# Code de procédure civile (Syrie)
Pour les autres articles nationaux ou selon les autres juridictions, voir Code de procédure civile.
Le Code de procédure civile fut promulgué par le décret législatif no 84 du 28 septembre 1953.